# An (Mianyang)

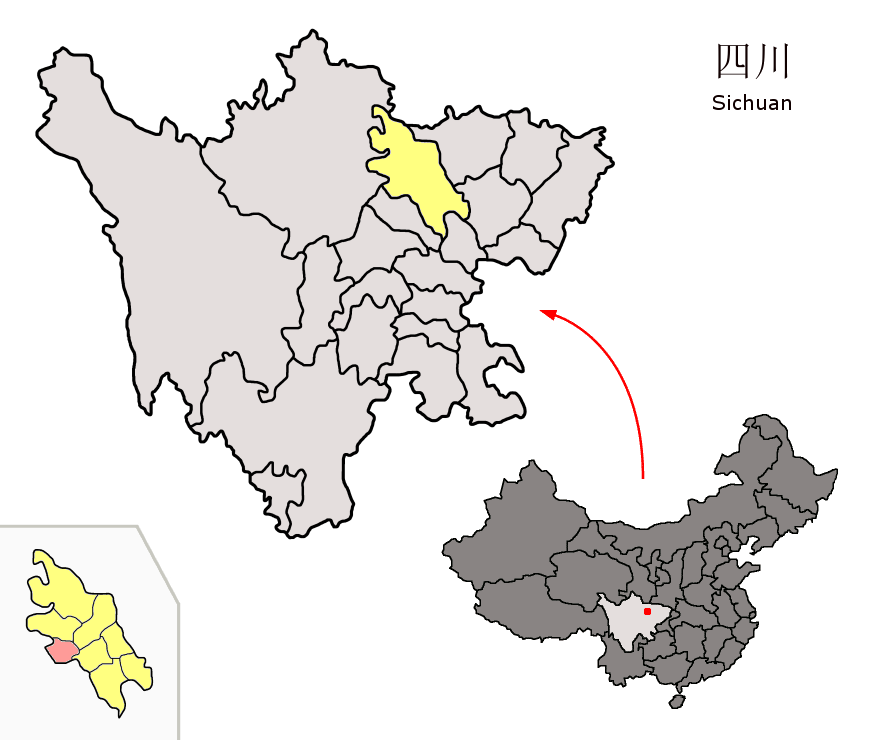
Lage des Kreises An (rosa) in Mianyang (gelb), Provinz Sichuan.

Der Kreis An (chinesisch 安县, Pinyin Ān Xiàn) liegt in der chinesischen Provinz Sichuan. Er gehört zum Verwaltungsgebiet der bezirksfreien Stadt Mianyang. Er hat eine Fläche von 1.404 Quadratkilometern und zählt 573.000 Einwohner.

## Administrative Gliederung
Der Stadtbezirk An hat vierzehn Großgemeinden, sechs Gemeinden, zweihundertdreiundsiebzig Dörfer (cun), sechsundzwanzig jiedao juweihui (街道居委会 „Straßenviertel-Nachbarschaftskomitees“) und zweitausendsiebenhundertfünfzehn cunmin xiaozu (村民小组 „Dorfbewohnergruppen“).
- Großgemeinde Anchang 安昌镇 49.333 Einwohner
- Großgemeinde Sanzao 桑枣镇 32.476 Einwohner
- Großgemeinde Huajie 花街镇 45.214 Einwohner
- Großgemeinde Huangtu 黄土镇 43.714 Einwohner
- Großgemeinde Tashui 塔水镇 45.035 Einwohner
- Großgemeinde Xiushui 秀水镇 61.002 Einwohner
- Großgemeinde Heqing 河清镇 19.129 Einwohner
- Großgemeinde Yong'an 永安镇 22.670 Einwohner
- Großgemeinde Jiepai 界牌镇 20.709 Einwohner
- Großgemeinde Yonghe 永河镇 16.985 Einwohner
- Großgemeinde Jushui 雎水镇 19.808 Einwohner
- Großgemeinde Qingquan 清泉镇 15.461 Einwohner
- Großgemeinde Baolin 宝林镇 13.740 Einwohner
- Großgemeinde Foshui 沸水镇 13.136 Einwohner
- Gemeinde Chaping 茶坪乡 8.133 Einwohner
- Gemeinde Xiaoba 晓坝乡 9.499 Einwohner
- Gemeinde Xingren 兴仁乡 10.598 Einwohner
- Gemeinde Lexing 乐兴乡 17.971 Einwohner
- Gemeinde Gaochuan 高川乡 6.288 Einwohner
- Gemeinde Yingxin 迎新乡 13.323　Einwohner